# Ступаківська сільська рада
Ступакі́вська сільська́ ра́да — адміністративно-територіальна одиниця та орган місцевого самоврядування в Ічнянському районі Чернігівської області. Адміністративний центр — село Ступаківка.

## Загальні відомості
- Територія ради: 21,392 км²
- Населення ради: 298 осіб (станом на 2001 рік)

Ступаківська сільська рада зареєстрована 1986 року. Стала однією з 27-ти сільських рад Ічнянського району і одна з 19-ти, яка складається більше, ніж з одного населеного пункту.

## Населені пункти
Сільській раді підпорядковані населені пункти:
- с. Ступаківка (283 особи)
- с. Зінченкове (15 осіб)

## Склад ради
Рада складається з 12 депутатів та голови.
- Голова ради: Олефіренко Сергій Григорович

### Керівний склад попередніх скликань
| Прізвище, ім'я, по батькові  | Основні відомості                                                                       | Дата обрання | Дата звільнення |
| ---------------------------- | --------------------------------------------------------------------------------------- | ------------ | --------------- |
| Олефіренко Сергій Григорович | Сільський голова, 1972 року народження, освіта середня спеціальна                       | 26.03.2006   | 31.10.2010      |
| Олефіренко Сергій Григорович | Сільський голова, 1972 року народження, освіта середня спеціальна, член Народної партії | 31.10.2010   |                 |

Примітка: таблиця складена за даними сайту Верховної Ради України

### Депутати
За результатами місцевих виборів 2010 року депутатами ради стали:

#### За суб'єктами висування
| Суб'єкт висування | Кількість обраних депутатів | %    |
| ----------------- | --------------------------- | ---- |
| Партія регіонів   | 6                           | 50   |
| Народна партія    | 5                           | 41,7 |
| Самовисування     | 1                           | 8,3  |

#### За округами
| № округу        | Прізвище, ім'я, по батькові   | Дата визнання обраним | Освіта  | Партійна приналежність | Відомості про обраного депутата                                    |
| --------------- | ----------------------------- | --------------------- | ------- | ---------------------- | ------------------------------------------------------------------ |
| Народна Партія  |                               |                       |         |                        |                                                                    |
| 2               | Проценко Іван Сергійович      | 01.11.2010            | вища    | член Народної партії   | тимчасово не працює                                                |
| 3               | Бондаренко Антоніна Іванівна  | 01.11.2010            | вища    | член Народної партії   | Ступаківська сільська рада, секретар Ступаківської сільської ради  |
| 4               | Сидора Микола Григорович      | 01.11.2010            | вища    | член Народної партії   | тимчасово не працює                                                |
| 5               | Олефіренко Надія Антонівна    | 01.11.2010            | середня | член Народної партії   | тимчасово не працює                                                |
| 6               | Богданець Ірина Євгеніївна    | 01.11.2010            | вища    | член Народної партії   | тимчасово не працює                                                |
| Партія регіонів |                               |                       |         |                        |                                                                    |
| 7               | Ткаченко Валентина Віталіївна | 01.11.2010            | вища    | член Партії регіонів   | Заступник директора Іржавецької ЗРШ I–III ст., заступник директора |
| 8               | Зоць Наталія Федорівна        | 01.11.2010            | середня | член Партії регіонів   | тимчасово не працює                                                |
| 9               | Осадчук Микола Тимофійович    | 01.11.2010            | вища    | член Партії регіонів   | пенсіонер                                                          |
| 10              | Попова Олександра Миколаївна  | 01.11.2010            | вища    | член Партії регіонів   | тимчасово не працює                                                |
| 11              | Зоць Наталія Григорівна       | 01.11.2010            | середня | член Партії регіонів   | ВАТ Ічнянського ЗСММ, приймальник молока                           |
| 12              | Зоць Володимир Борисович      | 01.11.2010            | вища    | член Партії регіонів   | ЧД УДППЗ «Урпошта» ЦПЗ № 3, листоноша                              |
| Самовисування   |                               |                       |         |                        |                                                                    |
| 1               | Киричок Ганна Григорівна      | 01.11.2010            | вища    | позапартійна           | пенсіонер                                                          |